# مدرسه کسب‌وکار آستون
مدرسه بازرگانی آستون (به انگلیسی: Aston Business School)  مدرسه کسب و کار آستون - مدرسه کسب و کار دانشگاه استون، آستون بیزینس اسکول ( Aston Business School) یا به اختصار (ABS) یکی از قدیمی‌ترین و پرسابقه‌ترین مدارس بیزینس در اروپا و بریتانیا به حساب می‌آید. مدرسه بیزینس آستون یکی از کالج‌های دانشگاه آستون است که در مرکز شهر بیرمنگام انگلستان قرار گرفته‌است. در جدیدترین رنکینگ مدارس بیزینس جهان (QS - سال ۲۰۱۵ میلادی) (QS World University Rankings)، مدرسه بیزینس آستون در رتبه ۵۲ در میان مدارس بیزینس جهان قرار گرفته‌است. بنابر آخرین رده‌بندی مدارس بیزینس اروپایی (سال ۲۰۱۵ میلادی)، مدرسه بیزینس آستون در رتبه ۱۹ در میان ۲۰ معتبرترین مدارس بیزینس اروپایی قرار گرفته‌است. مدرسه بیزینس آستون جزو ۱٪ مدارس بیزنس جهان (از میان ۱۳۷۰۰ مدرسه بیزینس در جهان) می‌باشد که مورد تأیید هر سه سازمان: سیستم بهبود کیفیت اروپایی، انجمن بین‌المللی MBA، و انجمن پیشرفته مدارس بیزینس قرار دارد (تنها ۶۸ مدرسه بیزینس در جهان به لحاظ کیفی مورد تأیید هر سه مؤسسه قرار دارند). مدرسه بیزینس آستون در رنکینگ QS به عنوان هشتمین مدرسه بیزینس برتر بریتانیا و سی و سومین مدرسه بیزینس برتر در جهان شناخته شده‌است. نخستین مدرسه بیزینس در بریتانیا به‌شمار می‌رود که توانست در سال ۱۹۹۹ میلادی جایزه سیستم بهبود کیفیت اروپایی برای مدارس بیزینس(EQUIS) را از آن خود کند. همچنین، اولین مدرسه بیزینس در بریتانیا به‌شمار می‌رود که به باشگاه افتخارات آکادمیسین‌های بیزینس (بتا، گاما، سیگما-) پیوسته‌است. در جدیدترین رنکینگ کیفیت تحقیقات منتشر شده توسط انجمن مدارس بیزینس بریتانیا، مدرسه بیزینس آستون در میان ۹ مدرسه بیزینس برتر بریتانیا قرار گرفته‌است. مدرسه بیزینس آستون یکی از سه مدرسه بیزینس در بریتانیا به‌شمار می‌رود که جایزه Small Business Charter Gold Award به خاطر پشتیبانی از کسب و کارهای کوچک و متوسط از آن خود کرده‌است.

## تاریخچه
در سال ۱۹۱۱ (میلادی)، مدرسه بازرگانی آستون (اکنون:مدرسه کسب‌وکار آستون) اولین دوره بازرگانی خود را پایه‌گذاری نمود.

## مراکز تحقیقاتی مدرسه کسب‌وکار آستون
مدرسه کسب‌وکار آستون شامل هفت گروه تحقیقاتی که می‌باشد که عبارتند از: گروه اقتصاد و استراتژی (Economics & Strategy)، گروه روانشناسی سازمانی و کار (Work & Organisational Psychology)، گروه مارکتینگ (Marketing)، گروه فاینانس (Finance)، گروه حسابداری (Accounting)، گروه مدیریت اطلاعات و عملیات (Operations & Information Management Group) و حقوق (Aston Law)، و شش مرکز تحقیقاتی که عبارتند از:
- - ((Enterprise Research Centre (ERC)-مشترک با مدرسه بیزینس واریک[۱۲]
- - Aston Centre for People and Organisations (ACPO)
- - Aston Centre for Servitization Research and Practice (ACSRP)
- - Aston Centre for Research into International Business (ACRIB)
- - European Bioenergy Research Institute (EBRI)
- - Aston India Foundation for Applied Research (AIFAR)[۱۳]

## رنکینگ مدرسه کسب‌وکار آستون

### رنکینگ در مقطع دکترا و MBA
- - در رنکینگ ۱۰۰ مدرسه بیزینس برتر جهان (QS TopUniversities-2015)، مدرسه بیزینس آستون رتبه ۵۲ را به خود اختصاص داده‌است.[۴]
- - در رنکینگ ۲۰ معتبرترین مدارس بیزینس اروپا، مدرسه بیزینس آستون در رتبه ۱۹ قرار گرفته‌است.[۵]
- - در رنکینگ فایننشال تایمز، مدرسه بیزینس آستون در رشته مدیریت در رتبه ۵ بریتانیا، ۳۱ اروپا، ۳۵ در سطح جهان، و در رتبه ۳ در بریتانیا و ۸ در جهان به لحاظ اشتغال به کار فارغ التحصیلان قرار دارد.[۱۴]
- - در رنکینگ فایننشال تایمز، برترین مدارس بیزینس اروپایی، مدرسه بیزینس آستون رتبه ۴۷ را به خود اختصاص داده‌است.[۱۵]
- - در رنکینگ اکونومیست، مدرسه بیزینس آستون در رشته MBA رتبه ۲۸ در اروپا و ۸۲ در جهان را به خود اختصاص داده‌است.[۱۶]
- - در رنکینگ مدارس بیزینس جهان (Eduniversal)، مدرسه بیزینس آستون در رده برترین (Top) مدارس بیزینس جهان قرار گرفته‌است.[۱۷]
- - در رنکینگ گاردین، مدرسه بیزینس آستون در رده ۱۵ برترین مدارس بیزینس در رشته اقتصاد و استراتژی قرار گرفته‌است.[۱۸]
- - در رنکینگ ۲۰۰ مدرسه بیزینس برتر جهان QS، مدرسه بیزینس آستون رتبه ۵۰ را به خود اختصاص داده‌است.[۱۹]

### رنکینگ در مقطع کارشناسی و کارشناسی ارشد
- - در رنکینگ LinkedIn، مدرسه کسب‌وکار آستون رتبه ۲ در Marketing و ۷ در Finance را به خود اختصاص داده‌است.[۲۰]
- - در رنکینگ The Times Good University Guide، مدرسه کسب‌وکار آستون رتبه ۱۵ را در زمینهBusiness Studies & Management به خود اختصاص داده‌است.[۲۱]
- - در رنکینگ The Times Good University Guide، مدرسه بیزینس آستون رتبه ۸ را در زمینه Marketing به خود اختصاص داده‌است.[۲۱]
- - در بیست سال اخیر مدرسه بیزینس آستون، یکی از برترین مدارس کسب‌وکار بریتانیا به لحاظ اشتغال فارغ التحصیلان به‌شمار رفته‌است. مدرسه کسب‌وکار آستون در رنکینگ ساندی تایمز (۲۰۱۳) رتبه ۸ ام را در میان مدارس کسب‌وکار بریتانیا به لحاظ درصد اشتغال فارغ التحصیلان به خود اختصاص داده‌است.